# Laura Toscano
Laura Toscano (Genova, 1º aprile 1944 – Roma, 11 marzo 2009) è stata una sceneggiatrice e scrittrice italiana.

## Biografia
Nata a Genova, si è trasferita a Roma giovanissima per terminare i suoi studi in Lettere e Giornalismo. Sposata con Franco Marotta, documentarista e sceneggiatore, con lui ha avuto due figlie.
In coppia con Marotta, dal 1979 alla morte ha scritto un centinaio di sceneggiature cinematografiche e – soprattutto – televisive tra queste ultime: le cinque serie de Il maresciallo Rocca (più la miniserie in due puntate Il maresciallo Rocca e l'amico d'infanzia) e le due di Avvocato Porta, Commesse, Marcinelle, La caccia, La provinciale, I figli strappati, Caccia segreta e Una madre.

## Opere
Ha pubblicato racconti in varie antologie, fra le quali Cuori di Pietra, e sei romanzi:
- I Passi segnati (1987) Costa & Nolan
- Un uomo senza memoria (1990) Mondadori
- Morte di una strega (1996) Mondadori
- Il Maresciallo Rocca e l'amico d'infanzia (1998) Mondadori
- Straordinaria e scellerata vita di Marozia che volle farsi imperatrice (1998) Mondadori
- La Madre Indegna (2007) Mondadori

## Filmografia

### Sceneggiatrice

#### Cinema
- È stato bello amarti, regia di Adimaro Sala (1968)
- La pelle a scacchi (Il distacco), regia di Adimaro Sala (1969)
- Tempo d'immagini, regia di Adimaro Sala (1970)
- La notte dell'ultimo giorno, regia di Adimaro Sala (1973)
- Il medaglione insanguinato, regia di Massimo Dallamano (1975)
- La pretora, regia di Lucio Fulci (1976)
- Quel maledetto treno blindato, regia di Enzo G. Castellari (1978)
- Aragosta a colazione, regia di Giorgio Capitani (1979)
- Prestami tua moglie, regia di Giuliano Carnimeo (1980)
- Odio le bionde, regia di Giorgio Capitani (1980)
- Mia moglie è una strega, regia di Castellano e Pipolo (1980)
- Spaghetti a mezzanotte, regia di Sergio Martino (1981)
- Bollenti spiriti, regia di Giorgio Capitani (1981)
- Teste di quoio, regia di Giorgio Capitani (1981)
- Il paramedico, regia di Sergio Nasca (1982)
- Scusa se è poco, regia di Marco Vicario (1982)
- Sogni mostruosamente proibiti, regia di Neri Parenti (1982)
- Vai avanti tu che mi vien da ridere, regia di Giorgio Capitani (1982)
- Bingo Bongo, regia di Pasquale Festa Campanile (1982)
- Pappa e ciccia, regia di Neri Parenti (1983)
- Mani di fata, regia di Steno (1983)
- Pizza Connection, regia di Damiano Damiani (1985)
- I pompieri, regia di Neri Parenti (1985)
- Il pentito, regia di Pasquale Squitieri (1985)
- A me mi piace, regia di Enrico Montesano (1985)
- Fracchia contro Dracula, regia di Neri Parenti (1985)
- Missione eroica - I pompieri 2, regia di Giorgio Capitani (1987)
- Scuola di ladri - Parte seconda, regia di Neri Parenti (1987)
- Ne parliamo lunedì, regia di Luciano Odorisio (1990)

#### Televisione
- Caccia al ladro d'autore – serie TV, episodi 1x04 (1985)
- La famiglia Brandacci, regia di Sergio Martino – film TV (1987)
- La bugiarda, regia di Franco Giraldi – film TV (1989)
- Isabella la ladra – miniserie TV (1989)
- Dalla notte all'alba – miniserie TV (1992)
- Il coraggio di Anna – miniserie TV (1992)
- In fuga per la vita – miniserie TV (1993)
- Delitti privati – miniserie TV (1993)
- Tre passi nel delitto, regia di Fabrizio Laurenti – film TV (1993) - (tre episodi: "Delitti imperfetti", "Cherchez la femme" e "Villa Maltraversi")
- A che punto è la notte – miniserie TV (1994)
- Morte di una strega – miniserie TV (1996)
- Avvocato Porta – serie TV (1997)
- La casa bruciata, regia di Massimo Spano – film TV (1998)
- Doppio segreto – miniserie TV (1999)
- Commesse – serie TV (1999)
- Il mistero del cortile, regia di Paolo Poeti – film TV (1999)
- Morte di una ragazza perbene – miniserie TV (1999)
- Un colpo al cuore, regia di Alessandro Benvenuti – film TV (2000)
- Senso di colpa, regia di Massimo Spano – film TV (2000)
- Il furto del tesoro – miniserie TV (2000)
- Tutto in quella notte, regia di Massimo Spano – film TV (2002)
- Marcinelle – miniserie TV (2003)
- La tassista – miniserie TV (2004)
- La caccia – miniserie TV (2005)
- De moda – serie TV, 21 episodi (2004-2005)
- Angela, regia di Andrea Frazzi e Antonio Frazzi – film TV (2005)
- Matilde, regia di Luca Manfredi – film TV (2005)
- Lucia, regia di Pasquale Pozzessere – film TV (2005)
- Il maresciallo Rocca – serie TV, 28 episodi (1996-2005)
- La provinciale – miniserie TV (2006)
- I figli strappati – miniserie TV (2006)
- L'ultimo dei Corleonesi, regia di Alberto Negrin – film TV (2007)
- Caccia segreta – miniserie TV (2007)
- Il maresciallo Rocca e l'amico d'infanzia – miniserie TV (2008)
- Una madre – miniserie TV (2008)
- Le segretarie del sesto – miniserie TV (2009)
- La vita promessa – serie TV, episodi 1x01-1x02 (2018)